# 제이콥 챈슬리

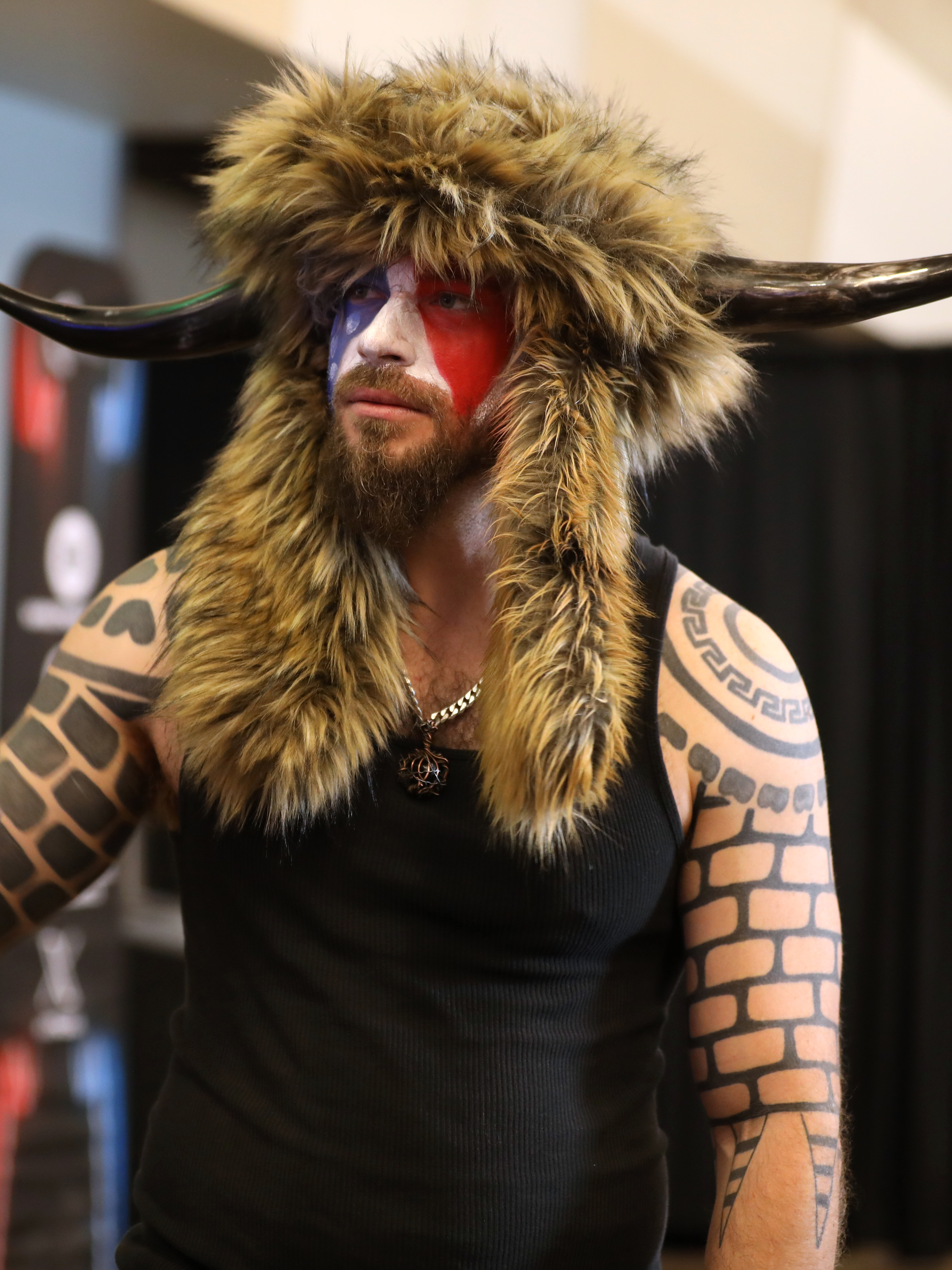
2023년 챈슬리

제이콥 앤서니 챈슬리(Jacob Anthony Chansley, 1988년~)는 제이크 안젤리(Jake Angeli)로도 알려져 있고, QAnon 샤먼으로도 알려진 Q 샤먼 및 옐로스톤 울프는 미국의 음모론 신봉자이자 유죄 판결을 받은 중범죄자로, 2021년 미국 국회의사당 습격에 참여했다. 이로 인해 그는 공식 절차 방해죄에 대해 유죄를 인정했다. 그는 도널드 트럼프의 지지자이며, 과거 QAnon 음모론을 신봉하고 퍼뜨린 사람이었다.
챈슬리는 2019년경부터 피닉스 지역에서 기후 파업 지지 행진을 포함한 시위에 참여했다. 집회에서 그는 트럼프를 지지하는 음모론을 퍼뜨렸고, 블랙 라이브스 매터 시위에서 대항 시위자로 활동하기도 했다. 얼굴 페인팅에 미국 국기의 색상과 상징을 사용하고 털로 만든 머리 장식을 한 그의 모습은 그에게 "샤먼"이라는 별명을 붙이는 데 일조했다.
1월 6일 국회의사당 습격에 가담한 사진이 찍힌 후, 챈슬리는 1월 9일 "시민 소요; 공식 절차 방해; 제한 구역 건물에 침입 및 잔류; 제한 구역 건물 내 무질서하고 방해적인 행위; 국회의사당 건물 내 폭력적 진입 및 무질서 행위; 국회의사당 건물 내 행진, 시위 또는 피켓 시위" 혐의로 연방 체포되었다. 그는 9월에 단일 혐의에 대해 유죄를 인정했고, 2021년 11월에는 징역 41개월과 보호 관찰 36개월을 선고받았다. 그는 새포드의 연방 교정 시설, 새포드에서 형기의 일부를 복역했으며, 2023년 3월 28일 하프웨이 하우스로 이감되었다. 그곳에서 2023년 5월 25일 석방되었다.
2025년 1월 20일, 도널드 트럼프 대통령은 두 번째 임기를 시작한 후 챈슬리를 포함하여 1월 6일 사건과 관련된 범죄로 기소된 약 1,500명에게 사면을 발표했다.

## 어린 시절과 교육
제이콥 앤서니 챈슬리는 1988년에 태어나 싱글맘 마사 챈슬리의 손에 자랐다. 그는 피닉스의 문 밸리 고등학교와 글렌데일 커뮤니티 칼리지에 다녔으며, 그곳에서 심리학, 종교, 철학, 도예 수업을 이수했다.

## 경력
챈슬리는 2005년 9월 26일 미국 해군에 입대했다. 기초 훈련과 보급병 훈련을 마친 후, 그는 2006년 3월 항공모함 USS 키티호크에 배치되었다. 어느 시점에 그는 탄저 백신 접종을 거부했고 해군에서 전역할 예정이었다. 2007년 9월 29일, 그는 워싱턴의 퓨젓사운드만에 있는 과도기 인사 부대로 파견되었고, 10월 11일 해군에서 제대 처리되었다. 2년 15일간의 군 복무 후, 그의 최종 계급은 보급병 이등병이었다. 그의 군사 표창 및 훈장에는 국방근속훈장, 테러와의 전쟁 근무 메달, 해군 및 해병대 해외 배치 리본 및 해군 및 해병대 해외 근무 리본이 포함된다.
챈슬리는 두 권의 책을 자가 출판했다. 2017년에 필명 론 울프(Loan Wolf)로 출판된 『의지와 힘: 살아있는 도서관 내부 (Volume 1)』와 2020년에 제이콥 안젤리(Jacob Angeli)라는 이름으로 출판된 『한 번에 한 마음: 환상의 깊은 상태』이다. 그는 2020년 말에 11개의 다양한 음모론을 지지하는 비디오를 제작하고 해설하여 럼블 플랫폼에 업로드했다.
챈슬리는 배우 일을 찾기 위해 백스테이지 웹사이트에 프로필을 가지고 있었다. 2023년 11월, 그는 2024년 선거에서 애리조나 제8선거구의 자유당 후보로 출마하겠다는 의사를 밝혔다. 하지만 나중에 투표용지에 이름을 올릴 청원 서명을 제출하지 못했다.

## 음모론 운동에서의 역할
챈슬리는 과거 도널드 트럼프의 지지자였다. 그는 소셜 미디어 팔로워를 보유하고 있으며, 주로 피닉스 안팎에서 QAnon 지지 집회에 참석했다. 애리조나의 여러 집회에서 그는 QAnon 음모론에 대해 외치고 "Q가 나를 보냈다!"고 적힌 팻말을 들었다.
챈슬리는 2019년에 애리조나 주 의사당 밖에서 혼자 자주 시위하며 다양한 음모론을 주장했다. 그는 애리조나 리퍼블릭에 의해 애리조나에서 기후 행동주의 시위에 참석했을 때 샤먼적 수행자로 묘사되었으며, 그의 이데올로기는 에코파시즘으로 묘사되기도 했다. 2020년 초, 그는 애리조나 리퍼블릭에 털 모자와 얼굴 페인팅을 시작한 이유가 관심을 끌기 위함이었으며, 이를 통해 QAnon과 "다른 진실들"에 대해 이야기할 수 있었다고 말했다. 그는 QAnon 음모론을 퍼뜨리기 위해 피닉스 지역에서 열린 블랙 라이브스 매터 (BLM) 시위에 나타났다.
2020년 미국 대통령 선거 이후, 챈슬리의 시위는 애리조나주 투표 결과에 이의를 제기하는 데 집중되었다. 그는 개표 과정 동안 매리코파 카운티 법원 밖에서 야영했으며, 조 바이든이 대통령 당선자로 선언된 11월 7일 그곳에서 열린 집회에서 연설하며 "이 선거는 아직 확정되지 않았습니다! 그 거짓말을 믿지 마세요! 그들은 쿠키 항아리에서 손을 잡혔고 우리는 대법원으로 갈 것입니다! 트럼프는 항상 질 것처럼 보이지만 결국에는 이깁니다."라고 말했다.

### 2021년 국회의사당 습격 참여
2021년 미국 국회의사당 습격 당시 챈슬리는 국회의사당의 상원 본회의장에 "샤먼 복장"을 입고 들어섰는데, 여기에는 들소 뿔 달린 털 머리 장식과 붉은색, 흰색, 파란색의 전쟁 페인팅이 포함되어 있었고, 미국 국기가 창날 아래에 묶인 six-피트-높이 (1.8 m)의 창을 들고 있었다. 그는 상원 회의실에서 부통령 마이크 펜스의 의자 앞에 있는 단상에 서 있는 모습이 사진에 찍혀 큰 언론의 주목을 받았다. 그는 나중에 경찰이 처음에는 군중의 진입을 막았지만, 나중에는 특별히 진입을 허용했고, 그 시점에 자신이 들어갔다고 말했다. 2021년 3월 16일, 워싱턴 D.C.의 미국 지방 법원은 창문이 깨진 후 챈슬리가 국회의사당 건물로 들어가는 이전에 공개되지 않은 비디오 영상을 공개했다. 여러 언론 매체는 그 복장이 영국 애시드 재즈 밴드 자미로콰이의 보컬리스트 제이 케이의 복장과 유사하다고 언급했으며, 이로 인해 케이가 장난스럽게 폭동에 연루된 것을 부인하기도 했다.
2023년 3월 폭스 뉴스의 터커 칼슨이 공개한 비디오 영상에는 챈슬리가 경찰관들과 함께 국회의사당 건물을 걸어 다니는 모습이 담겨 있었는데, 경찰관들은 그를 막으려는 눈에 띄는 노력을 하지 않았다. 칼슨은 공화당 상원 지도자로부터 보안 영상에 대한 독점적인 접근 권한을 부여받았으며, 경찰관들을 챈슬리의 "투어 가이드"라고 묘사하고 그를 체포한 경찰관이 아무도 없다고 지적했다. 미국 국회의사당 경찰서장 톰 맹거는 칼슨의 방송이 "모욕적이고 오해를 불러일으키는 결론으로 가득 차 있다"며 비난했다. 맹거는 특히 국회의사당 경찰관들이 챈슬리의 "투어 가이드" 역할을 했다는 칼슨의 주장에 이의를 제기했다. 그는 국회의사당 경찰관들이 수적으로 열세였고, 시위자들을 건물 밖으로 내보내기 위해 긴장 완화 전술을 사용하려 최선을 다했다고 주장했다. 챈슬리의 변호사는 이 영상에 대해 사전에 알지 못했다고 주장하며, 정부는 모든 증거—특히 면책 증거—를 공개할 의무가 있지만 정부가 그러지 못했다고 지적했다. 챈슬리가 유죄를 인정했기 때문에, 이 오류가 재판 절차에 영향을 미칠지는 불분명하다. 그가 유죄를 인정했을 당시 검찰은 여전히 증거를 검토 중이라고 말했다.
법원 기록에 따르면 챈슬리는 FBI에 자신이 "대통령의 요청에 따라 다른 '애국자'들과 함께 단체 노력의 일환으로 2021년 1월 6일 워싱턴 D.C.에 왔다"고 말했다고 한다. 국회의사당 침입 전, 챈슬리는 시위자들에게 잠시 멈춰 서서 자신과 함께 기도하자고 외치며 "미국이 다시 태어날 수 있게 해주셔서 감사합니다. 우리는 당신을 사랑하고 감사합니다. 그리스도의 거룩한 이름으로 기도합니다."라고 말했다. 폭동 후, 챈슬리는 기자들에게 "우리 지도자 중 몇몇 배신자들이 움츠러들고 방독면을 쓰고 지하 벙커로 후퇴했다는 사실은 저에게 승리로 여겨집니다."라고 말했다.
챈슬리는 1월 8일 워싱턴 D.C. 경찰에 의해 요주의 인물로 지정되었다. 수배 중 인터뷰에서 챈슬리는 자신이 아무 잘못도 하지 않았다고 믿는다며 NBC에 "나는 열린 문으로 걸어 들어갔을 뿐이야, 친구."라고 말했다. 챈슬리는 1월 8일 KPNX에 가능한 혐의에 대해 "걱정하지 않는다"고 말했다. 챈슬리는 폭동에 참여하기 전 애리조나에서 전과가 없었다.

#### 체포 및 형사 소송 절차
챈슬리는 1월 9일 "법적 권한 없이 제한된 건물이나 부지에 고의로 진입하거나 잔류한 혐의, 그리고 국회의사당 부지에서 폭력적인 진입 및 무질서한 행위를 한 혐의"로 미국 연방 법원에 의해 체포되었다. 국회의사당 경찰 특수 요원은 챈슬리를 "그의 독특한 복장과 팔과 몸통 왼쪽에 있는 광범위한 문신"으로 식별했다고 말했다. 챈슬리는 체포 전에 FBI 워싱턴 지부에 자발적으로 진술했다. 1월 14일 법원 제출 서류에서 연방 검찰은 챈슬리가 펜스의 상원 집무실 책상에 "시간 문제일 뿐, 정의가 올 것이다."라고 적힌 쪽지를 남겼다고 밝혔다.
재판을 기다리며 구금되어 있던 챈슬리는 제공되는 음식이 유기농이 아니라는 이유로 식사를 거부했다. 이후 법원은 그에게 유기농 식품을 제공하도록 명령했다.
챈슬리는 2021년 1월부터 9월 2일 유죄 인정까지 세인트루이스 변호사 앨버트 왓킨스의 변호를 받았다. 왓킨스는 서면 진술에서 챈슬리가 폭력에 가담하지 않았고, 신분을 숨기지 않았으며, 무장하지 않았고, 파괴적이지 않았으며, 법 집행관의 지시를 존중하는 태도로 따랐다고 주장했다. 또한 챈슬리가 자신의 목소리를 들리게 하기 위해 메가폰을 들고 있었다고 밝혔다. 그는 또한 챈슬리가 해군 복무 중 분열형 인격장애 진단을 받았다는 증거를 제시했다. 그는 세인트루이스의 KSDK와의 인터뷰에서 "[챈슬리는] 자신의 행동에 책임이 있습니다. 그는 오늘날 자신이 처한 상황을 매우 후회합니다."라고 말했다. 왓킨스는 챈슬리가 무장하지 않았고, 폭력적이지 않았으며 파괴적이지 않았고, 대통령의 "초대"에 따라 행동했다고 주장하며 도널드 트럼프 대통령에게 자신의 의뢰인을 사면해 줄 것을 공개적으로 요청했다. 1월 말, 챈슬리는 마크 메도스 백악관 비서실장을 통해 트럼프에게 대통령 사면을 요청했다.
사면이 허락되지 않자 왓킨스는 "그(챈슬리)는 대통령에게 속았을 뿐만 아니라 그 속임수 때문에 자신이 저지르지 말았어야 할 결정을 내리게 된 상황에 처하게 된 것을 매우 매우 후회한다"고 말했다. 왓킨스에 따르면 챈슬리는 두 번째 탄핵 심판에서 트럼프에게 불리한 증언을 할 준비가 되어 있었다. 그러나 재판은 증인 없이 트럼프의 무죄 선고로 끝났다.
연방 판사 로이스 램버스는 2021년 3월 8일, 챈슬리가 구치소에서 석방되어서는 안 된다고 판결하며 그의 변호인의 주장이 "법원의 지능을 모욕할 정도로 경솔하다"고 말했다. 서면 진술에서 판사는 "피고인은 자신에 대한 혐의의 심각성을 완전히 인지하지 못하고 있다"고 밝혔다.
챈슬리는 2021년 9월 3일 공식 절차 방해죄 한 건에 대해 유죄를 인정했고, 합의의 일환으로 검찰이 권고한 징역 41개월에서 51개월 형을 수용하기로 동의했다. 앞서 그의 변호사는 챈슬리가 QAnon에서 벗어났으며, 더 이상 자신을 지칭하는 용어에 QAnon이 사용되지 않기를 요청했다고 말했다. 램버스 판사는 석방 요청(챈슬리는 할아버지를 방문하고 싶어했고, 왓킨스는 그의 정신 건강을 위해 보호 및 간호를 제공하고 싶어했다)을 기각했는데, 이는 도주의 위험이 없다는 설득력 있는 증거가 없다는 이유에서였다.
챈슬리는 11월 17일 41개월의 징역형을 선고받았다. 그는 새포드의 연방 교정 시설, 새포드에서 형을 복역했으며, 원래 석방일은 2024년 5월 25일이었다. 2023년 3월 30일, 변호사 앨버트 왓킨스는 챈슬리가 14개월 일찍 교도소에서 풀려나 하프웨이 하우스로 옮겨졌다고 발표했다. 2021년 11월, 챈슬리는 법정에서 "명예로운 사람은 자신이 틀렸을 때 인정한다. 공개적으로뿐만 아니라 자신에게도. 나는 국회의사당에 들어간 것이 잘못이었다. 변명의 여지가 없다. 변명할 수 없는 행동이다."라고 말했다.
2025년 1월 20일, 두 번째 임기를 시작한 후, 트럼프 대통령은 챈슬리와 1월 6일 사건과 관련된 범죄로 기소된 약 1,500명에게 사면을 발표했다. 챈슬리는 X (이전 트위터)를 통해 사면을 축하하며 "J6 참가자들이 석방되고 정의가 찾아왔다. 어둠 속에서 행해진 모든 것이 빛을 볼 것이다."라고 말했다. 그는 또한 사면을 기념하여 "총을 좀 사야겠다"고 말했다.

#### 소속 및 역할에 대한 허위 정보
국회의사당 습격 이후, 친트럼프 페이스북 사용자들은 챈슬리가 트럼프 지지자나 우익 운동가가 아니라 안티파 및 블랙 라이브스 매터 (BLM) 운동과 관련되어 있으며, 선동가로서 행사에 침투했다는 거짓 소문을 퍼뜨렸다. 이러한 거짓 보도에는 종종 챈슬리가 애리조나의 BLM 집회에 참석한 사진이 포함되었는데, 그의 "Q가 나를 보냈다"는 팻말은 그가 집회 참가자가 아닌 반대 시위자였음을 나타내지만, 이 부분이 잘려 있었다.
챈슬리는 1월 6일 자신의 트위터 계정(@USAwolfpack)에서 트럼프 캠페인 변호사 린 우드가 제기한 추측을 반박했다: "우드 씨. 저는 안티파나 BLM이 아닙니다. 저는 QAnon 디지털 군인입니다. 제 이름은 제이크이고, 피닉스에서 경찰과 함께 행진하며 BLM과 안티파에 맞서 싸웠습니다." 스놉스는 이 진술을 조사한 결과, 그가 BLM 집회에 참석했지만 안티파와는 관련이 없으며, 적극적인 트럼프 지지자였다고 결론지었다.
챈슬리가 낸시 펠로시의 사위인 미키엘 보스와 국회의사당 밖에서 함께 찍힌 사진을 근거로 공모했다는 허위 정보도 유포되었다. 스놉스는 보스가 네덜란드 무료 방송 채널 RTL 네덜란드의 기자이며, 이 사진은 보스가 네덜란드 뉴스 프로그램 RTL 블러바드를 위해 작성한 시위에 대한 기사에서 나온 것이라고 밝혔다.

## 견해

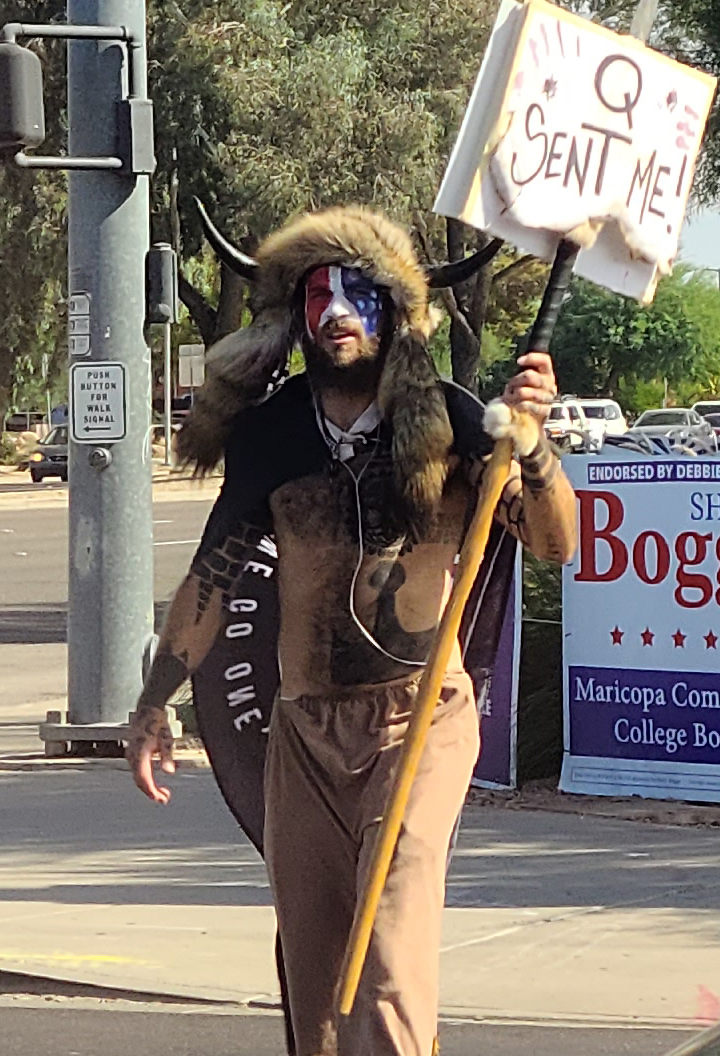
2020년 챈슬리

챈슬리는 텔레비전과 라디오가 "들리지 않는 매우 특정한 주파수"를 방출하며, 이것이 "뇌의 뇌파에 영향을 미친다"는 근거 없는 믿음을 표명했다. 그는 또한 빌더버그 음모론에 대해 이야기하고, 프리메이슨이 "레이 라인"(사원, 피라미드, 내셔널 몰의 건물과 같은 문명적으로 중요한 신성한 장소에서 서로 교차하며, 지자기를 증폭시키지만, 고고학자와 통계학자들에 의해 반박된)에 따라 워싱턴 D.C.를 설계했다고 말했다. 2020년 ORF와의 인터뷰에서 챈슬리는 "이 사악한 오컬트 세력을 물리치려면 빛의 오컬트 세력이 필요하다... [신]의 편, 사랑의 편에 있는 세력이 필요하다... 거의 천사들의 편에 있는 것과 같다... 악마들과는 반대되는."이라고 선언했다. 국회의사당 습격에 대해 되돌아보며 챈슬리는 "1월 6일에 우리가 한 일은 여러 면에서 의식의 진화였다. 왜냐하면 우리가 이 레이 라인을 따라 'USA' 또는 '자유'와 같은 것을 외치며 거리를 행진할 때, 우리는 실제로 양자 영역에 영향을 미치고 있었기 때문이다."라고 말했다.
검찰은 챈슬리가 자신이 외계인 또는 고등 존재이며 다른 현실로 승천할 운명이라고 믿고 있다고 주장했다. 그는 다른 의식 있는 존재들을 이 영역으로 승천시키기 위해 이 현실에 남아 있는 보살이라고 주장한다. 2021년 1월 국회의사당 공격 이후 아들에 대해 질문을 받았을 때, 그의 어머니 마사 챈슬리는 KNXV-TV에 "그는 괜찮다"고 말하며 "애국자가 되려면 많은 용기가 필요하다"고 덧붙였다.
석방 후 언론인 조지 패커와의 인터뷰에서 챈슬리는 도널드 트럼프에 대한 큰 존경심을 표하며, 트럼프가 세 가지 미국 특허를 기밀 해제했다고 주장했다: "무한한 자유 청정 에너지를 공급하는 제로-포인트-에너지 엔진; 과열 없이 제로-포인트-에너지 엔진이 작동하도록 하는 상온 초전도체; 그리고 TR3B라고 불리는 삼각 모양의 반중력 또는 관성 추진 비행체. 이 모든 것을 함께 결합하면 완전히 새로운 사회경제적-지정학적 시스템을 얻을 수 있다." 그는 또한 QAnon의 Q 포스터를 "우리 정부의 부패에 대한 진실을 퍼뜨린 성공적인 심리 작전"이라고 묘사했다.

## 대중문화에서
2021년 사우스 파크의 "South ParQ Vaccination Special" 에피소드에 애니메이션화된 챈슬리가 등장하는데, 그는 "튜터논"의 홈스쿨링 교사가 된다. 챈슬리와 유사한 복장을 한 캐릭터가 필라델피아는 언제나 맑음의 2021년 에피소드 "2020: A Year In Review"에 등장하며, 르노 911!의 2021년 에피소드에도 등장한다. 윌 포테이의 캐릭터 맥그루버는 2022년 1월 새터데이 나이트 라이브 에피소드에서 챈슬리 복장을 하고 등장했다. 그는 또한 2024년 코미디 영화 언프로스티드에서도 언급된다.
더 보이즈 시즌 3에서 나치 캐릭터 스톰프론트의 지지자들인 스톰체이서스(The Stormchasers)의 한 멤버가 챈슬리와 유사한 복장을 하고 있다. AJJ의 2023년 앨범 『Disposable Everything』에 수록된 "Moon Valley High"는 챈슬리에 관한 노래이다.